# Чемпіонат світу з біатлону 2013 — змішана естафета
Змішана естафетна гонка чемпіонату світу з бітлону 2013 відбулася 7 лютого 2013 року. У гонці взяли участь команди 27 країн. Жінки бігли дистанцію 6 км, чоловіки — 7,5 км. Торішні чемпіони збірна Норвегії знову відстояли свій титул. Українські біатлоністи піднялися в порівнянні з попереднім роком з 14 місця на 9.

## Результати
| Місце | Біб | Країна                                                                        | Час                                       | Штрави (Л+С)                             | Відствавання |
| ----- | --- | ----------------------------------------------------------------------------- | ----------------------------------------- | ---------------------------------------- | ------------ |
| 1     | 2   | Норвегія Тура Бергер Сіннове Солемдаль Тар'єй Бо Еміль Хегле Свендсен         | 1:12:04.9 15:45.6 17:16.2 19:29.4 19:33.7 | 0+1 0+3 0+0 0+0 0+0 0+2 0+1 0+0 0+0 0+1  | 0.0 !        |
| 2     | 5   | Франція Марі Лор Брюне Марі Дорен Абер Алексі Беф Мартен Фуркад               | 1:12:24.9 16:29.3 16:45.8 19:47.1 19:22.7 | 0+1 0+7 0+0 0+2 0+1 0+2 0+0 0+2 0+0 0+1  | +20.0        |
| 3     | 3   | Чехія Вероніка Віткова Габріела Соукалова Ярослав Соукуп Ондрей Моравець      | 1:12:37.2 16:30.0 16:56.4 19:46.1 19:24.7 | 0+3 0+2 0+2 0+1 0+1 0+0 0+0 0+1 0+0 0+0  | +32.3        |
| 4     | 7   | Італія Доротея Вірер Карін Обергофер Домінік Віндіш Лукас Гофер               | 1:13:03.3 16:24.0 17:10.3 19:44.8 19:44.2 | 0+1 0+3 0+0 0+0 0+1 0+1 0+0 0+0 0+0 0+2  | +58.4        |
| 5     | 6   | Словенія Андреа Малі Тея Грегорін Клемен Бауер Яков Фак                       | 1:13:12.0 16:56.5 16:55.3 19:42.1 19:38.1 | 0+2 0+4 0+0 0+1 0+0 0+0 0+2 0+2 0+0 0+1  | +1:07.1      |
| 6     | 1   | Росія Ольга Зайцева Ольга Вілухіна Антон Шипулін Дмитро Малишко               | 1:13:31.4 15:57.7 17:00.4 19:45.4 20:47.9 | 1+7 0+2 0+0 0+1 0+1 0+0 0+3 0+0 1+3 0+1  | +1:26.5      |
| 7     | 11  | Словаччина Яна Герекова Анастасія Кузьміна Павол Гурайт Матей Казар           | 1:13:37.6 16:21.0 16:50.4 20:28.9 19:57.3 | 0+5 0+3 0+0 0+1 0+1 0+2 0+1 0+0 0+3 0+0  | +1:32.7      |
| 8     | 17  | США Аннеліс Кук Сюзан Данклі Ловелл Бейлі Лейф Нордгрен                       | 1:13:37.7 16:58.0 16:38.9 20:01.1 19:59.7 | 0+3 0+4 0+0 0+3 0+0 0+1 0+2 0+0 0+1 0+0  | +1:32.8      |
| 9     | 10  | Україна Юлія Джима Наталія Бурдига Андрій Дериземля Сергій Седнєв             | 1:13:55.8 16:37.0 17:13.9 20:13.1 19:51.8 | 1+4 0+4 0+0 0+2 0+0 0+1 1+3 0+1 0+1 0+0  | +1:50.9      |
| 10    | 14  | Польща Кристина Палка Магдалена Гвіздон Лукаш Щурек Кристоф Пливачик          | 1:13:58.7 16:05.5 16:58.7 20:29.9 20:24.6 | 0+3 0+4 0+1 0+0 0+2 0+1 0+0 0+1 0+0 0+2  | +1:53.8      |
| 11    | 12  | Білорусь Надія Скардіно Дарія Домрачова Євген Абраменко Сергій Новіков        | 1:14:17.6 16:43.2 16:56.0 20:23.2 20:15.2 | 0+2 0+3 0+1 0+0 0+0 0+3 0+0 0+0 0+1 0+0  | +2:12.7      |
| 12    | 9   | Швейцарія Еліза Гаспарен Селіна Гаспарен Клаудіо Беклі Беньямін Веґер         | 1:14:45.5 16:58.9 16:52.2 20:28.1 20:26.3 | 0+7 0+2 0+1 0+2 0+2 0+0                  | +2:40.6      |
| 13    | 4   | Німеччина Андреа Генкель Міріам Гесснер Сімон Шемпп Андреас Бірнбахер         | 1:14:45.6 16:27.7 18:06.8 20:01.0 20:10.1 | 0+3 1+7 0+1 0+1 0+1 1+3 0+1 0+0 0+0 0+3  | +2:40.7      |
| 14    | 8   | Швеція Елізабет Геґберґ Єнні Юнссон Б'єрн Феррі Фредрик Ліндстрем             | 1:14:51.8 16:59.8 18:14.2 19:48.6 19:49.2 | 0+3 0+3 0+1 0+1 0+0 0+0 0+1 0+0 0+1 0+2  | +2:46.9      |
| 15    | 16  | Канада Росанна Кроуфорд Меган Гайніке Жан-Філіпп Леґеллек Скотт Перрас        | 1:15:09.6 16:49.5 18:04.8 20:01.4 20:13.9 | 0+3 0+6 0+2 0+1 0+0 0+2 0+1 0+1          | +3:04.7      |
| 16    | 24  | Болгарія Емілія Йорданова Нія Дімітрова Красімір Анев Михаїл Клетчеров        | 1:16:33.4 17:39.5 17:59.0 19:52.2 21:02.7 | 0+1 0+6 0+1 0+1 0+0 0+2 0+0 0+1          | +4:28.5      |
| 17    | 15  | Австрія Іріс Швабль Романа Шремпф Юліан Ебергард Домінік Ландертінгер         | 1:16:51.5 16:54.8 19:02.1 20:58.2 19:56.4 | 0+5 5+7 0+0 0+1 0+0 3+3 0+2 2+3 0+2 0+1  | +4:46.6      |
| 18    | 20  | Казахстан Олена Хрустальова Дарія Усанова Ян Савицький Сергій Наумик          | 1:17:26.2 17:00.2 19:44.5 19:58.2 20:43.3 | 3+5 1+4 0+0 0+1 3+3 1+3 0+1 0+0          | +5:21.3      |
| 19    | 13  | Фінляндія Марі Лаукканен Кайса Мякяряйнен Яркко Кауппінен Ахті Тойванен       | 1:17:58.1 17:42.5 17:52.0 21:12.5 21:11.1 | 0+3 3+10 0+0 2+3 0+1 1+3 0+2 0+2 0+0 0+2 | +5:53.2      |
| 20    | 21  | Естонія Кадрі Легтла Дарія Юрлова Роланд Лессінг Каурі Койв                   | LAP 17:31.5 19:07.5 20:36.6               | 0+7 1+6 0+1 0+0 0+1 1+3 0+2 0+1 0+3 0+2  |              |
| 21    | 19  | Румунія Река Ференч Лумініта Піскоран Стефан Гавріла Корнел Пук'яну           | LAP 17:21.1 18:03.0 21:26.7               | 1+6 0+9 0+1 0+0 0+0 0+3 1+3 0+3 0+2 0+3  |              |
| 22    | 18  | Японія Сузукі Фуюко Ґошоно Аріса Іса Хіденорі Наґай Дзюндзі                   | LAP 17:54.1 18:58.1 20:34.2               | 1+6 0+6 1+3 0+2 0+3 0+0 0+0 0+2          |              |
| 23    | 22  | КНР Ма Вей Ван Юе Чень Хайбінь Рен Лонг                                       | LAP 17:51.9 18:33.9 20:47.0               | 1+5 1+7 1+3 0+2 0+0 0+2 0+0 0+0 0+2 1+3  |              |
| 24    | 25  | Латвія Жанна Юскане Байба Бендіка Едгарс Піксонс Роландс Пузуліс              | LAP 18:05.8 19:34.5 20:58.0               | 0+5 0+3 0+3 0+2 0+0 0+0 0+1 0+1 0+1 0+0  |              |
| 25    | 23  | Литва Наталія Кочергіна Діана Расімовічюте Кароль Домбровський Томас Каукенас | LAP 18:44.9 19:22.9 22:12.2               | 0+5 2+10 0+0 1+3 0+1 1+3 0+1 0+3 0+3 0+1 |              |
| 26    | 26  | Велика Британія Аманда Лайтфут Адель Вокер Лі-Стів Джексон Кевін Кейн         | LAP 17:39.3 21:02.1 21:09.6               | 0+7 3+9 0+2 0+2 0+3 3+3 0+0 0+2 0+2 0+2  |              |
| 27    | 27  | Південна Корея Чжо Інхі Кім Сун су Лі Ін Бок Чжун Чжеук                       | LAP 18:40.8 20:08.3 22:15.6               | 0+7 0+6 0+0 0+2 0+3 0+1 0+1 0+0 0+3 0+3  |              |

## Виноски
1. ↑  Start list